# Frank van Pamelen
Frank van Pamelen (Terneuzen, 17 juni 1965) is een Nederlandse schrijver, dichter, cabaretier en columnist.
Van Pamelen schrijft theaterprogramma's, musicals, columns, dichtbundels en boeken.

## Studie
Van Pamelen studeerde Taal- en Literatuurwetenschap (1983-1989) aan de Katholieke Universiteit Brabant. Hij richtte Letterencabaret Vrij Eksakt op en stond met Pieter Nieuwint, Jan Boelhouwer en Karel Soudijn aan de basis van het KUB-cabaret. Ook begon hij in zijn studietijd met het schrijven van light verse. Hij werd ontdekt door Drs. P en Driek van Wissen.

## Schrijversloopbaan
Frank van Pamelen publiceerde light verse in literaire tijdschriften als De Tweede Ronde (vanaf 1990) en Parmentier (vanaf 1991). Hij schreef wekelijks een politiek gedicht in het dagblad Trouw (1999-2007), columns in o.a. Brabants Dagblad (vanaf 2005) en gedichten in NRC Next (vanaf 2007). In 2003 debuteerde hij met de dichtbundel Dat lijkt warempel sandelhout, gevolgd door De Generaalpardondemocratie (2004), Zuster Mieke (2005, met Kees Torn, Ivo de Wijs en Driek van Wissen) en IKEA en andere verzen (2008). In 2005 kreeg Van Pamelen de Kees Stipprijs voor zijn hele lightverse-oeuvre, en van 2007-2009 was hij Stadsdichter van Tilburg.
In 1999 verscheen de cd Het Ultieme Terugblik, waarop Van Pamelen met Mike Boddé, Kees Torn en Matthias Giesen een absurd overzicht schetste van de wereldgeschiedenis. Sinds 2006 schrijft Van Pamelen ook kinderboeken. Zijn debuut Het dierenfeest van Fiep Westendorp bereikte meteen de eerste plaats in De Bestseller 60 van CPNB. Daarna volgden o.a. de serie Spaai Redt De Wereld (2008-2011), Het Geheim van de Verdwenen Kinderen (2011), De Zin van de Ommezijde (2012) en de BFF-reeks (2012-2015).
In 2015 schreef Van Pamelen zijn eerste literaire thriller: De Wraak van Vondel. Voor zijn tweede thriller, De Vliegende Hollander (2018), liet hij zich inspireren door het volksverhaal over het gelijknamige spookschip uit zijn geboortestad Terneuzen. Het slot van de thrillertrilogie, Het derde boek (2021), is gebaseerd op het SATOR-vierkant in Siena.

## Theater
Na zijn studie begon Van Pamelen de cabaretgroep Balkenbrij. Daarmee bereikte hij de eindronde van het Groninger Studenten Cabaret Festival (1990). Als solist won hij de publieksprijs op het Amsterdams Kleinkunst Festival (1995). Daarna maakte hij de cabaretprogramma's Jongleren (1996), Planken Wambuis (1997) en Voorspel (1999). Met puntdichter Jan J. Pieterse maakte hij vier theaterprogramma's waarin taal- en dichtkunst centraal stonden: De Open Dichtshow (2002), De Open Dichtshow Deel Twee (2005), Schrijven Geschiedenis (2008) en Mannen van Taal (2011). Daarna volgden het solo-cabaretprogramma Complot (2015) en de TED-talkpersiflage TALK (2018), met Jan J. Pieterse en John Schleipen.
Van Pamelen is ook (co-)auteur van de Udense Musical, de Tilburgse Revue, jeugdtheaterliedjes van VOF de Kunst en diverse gelegenheidsprogramma's.
Sinds 2017 organiseert hij jaarlijks de LichteGedichtenDag, een theatrale avond rond light verse.

## Radio en TV
Frank van Pamelen schreef voor tal van radio- en tv-programma's. Zo was hij vaste tekstschrijver voor Theater van het sentiment (KRO radio) en Ook dat nog! (KRO tv), en leverde hij bijdragen aan o.a. Dit is de Dag (EO), Cappuccino (NCRV), Knooppunt Kranenbarg (NCRV) en Plein 5 (NCRV). Van 2005 tot 2007 was hij presentator van het VARA-radioprogramma Vroege Vogels. Hij is lid van het Taalteam van het programma Spraakmakers (KRO-NCRV).

## Bestseller 60
| Boeken met noteringen in de Nederlandse Bestseller 60 | Jaar van verschijnen | Datum van binnenkomst | Hoogste positie | Aantal weken | Opmerkingen                             |
| ----------------------------------------------------- | -------------------- | --------------------- | --------------- | ------------ | --------------------------------------- |
| Het dierenfeest van Fiep Westendorp                   | 2006                 | 11-10-2006            | 1(2wk)          | 8            | 'prentenboekje' van de Kinderboekenweek |

- Gemeinsame Normdatei: 173726712
- International Standard Name Identifier: 0000 0000 4569 0624
- MusicBrainz: a70a8506-67b3-4b12-940a-e6599110caec
- Nederlandse Thesaurus van Auteursnamen: 153910607
- Système universitaire de documentation: 189669217
- Virtual International Authority File: 19017124